# Skoura

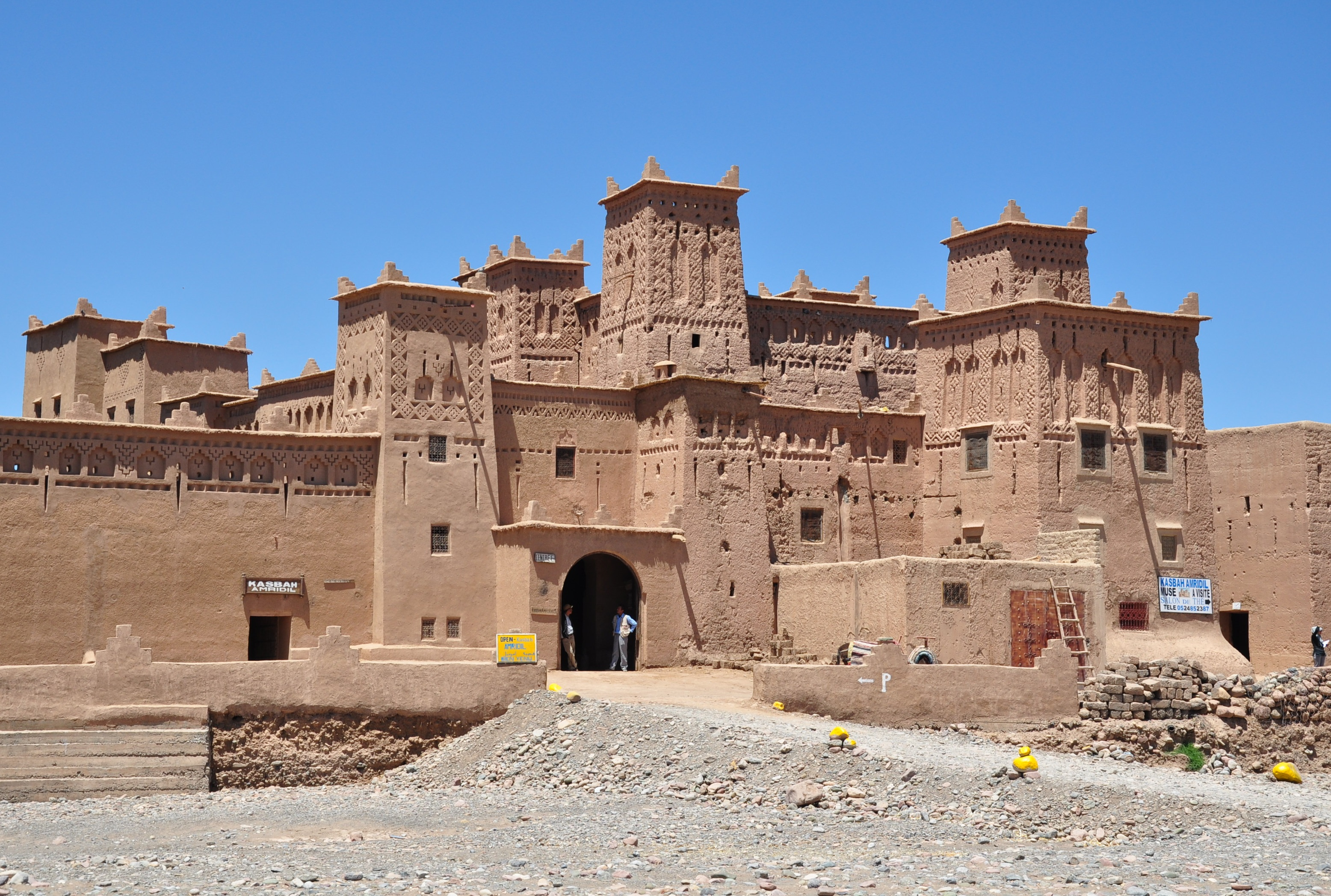
Kasbah Amerhidil

Skoura (pronúncia: secura; em árabe: سكورة) é uma comuna (município) rural do sul de Marrocos, situada num oásis a cerca de 40 km a nordeste de Ouarzazate, que faz parte da província de Ouarzazate e da região de Souss-Massa-Drâa. Em 2004 tinha 53 489 habitantes e em 2012 estimava-se que tivesse 3 050 habitantes.
O oásis de Skoura ocupa 25 km² ao longo do uádi (ribeiro) Amerhidil, um afluente do Dadès e tem cerca de 30 000 habitantes. Todo o oásis é um ocupado por um denso palmeiral que se estima ter cerca de 138 000 palmeiras. Antes das grandes secas dos anos 1990, era um dos mais luxuriantes de Marrocos. A aldeia de Skoura situa-se perto do extremo oriental do oásis.
O oásis é famoso pelos seus diversos casbás (kasbah; fortalezas tradicionais), nomeadamente o de Amerhidil, construído no século XVII pela Nassiri ou Ban Nasser, que figura nas antigas notas de 50 dirrãs. Skoura é o primeiro ponto de passagem na estrada do Dadès que conduz a Kelaat-M'Gouna, ao vale do Dadès, Boumalne Dadès e às gargantas do Todgha. O palmeiral tem numerosos douares (aldeias) cujos habitantes vivem principalmente da agricultura, cultivando oliveiras, amendoeiras, forragens como alfafa, cevada, além de outras árvores de fruto, como macieiras, damasqueiros, figueiras, romãzeiras e outras. Há também alguns artesãos que preservam algumas técnicas tradicionais ancestrais, como oleiros e cesteiros.
Como a generalidade de Marrocos e em particular o sul do país, a região foi assolada por fortes secas que duraram vários anos, o que contribuiu para que a população procurasse no turismo fontes de rendimento alternativo, tendo sido abertas várias pousadas (gîtes) e hotéis.
Além do palmeiral e dos cabás, as principais atrações turísticas de Skoura são o os marabutos de Sidi Aïssa (Jesus) e de Sidi M'Barek ou Ali, o soco (mercado) semanal realizado todas as segundas-feiras, os sistemas de irrigação e, nas imediações, as minas de sal de Toundounte e a pitoresca aldeia de Sidi Flah. A maior parte dos casbás estão atualmente desabitados e alguns deles estão mesmo muito arruinados. Os dois mais magníficos, o de Amerhidil e o de Aït Ben Abou ainda são habitados pelas famílias dos donos, pelo menos durante parte do ano. Outros cabás importantes são os de Ben Moro, Dar Aït Sidi el Mati, el Kabbaba, Ben Amar, Dar Aït Sous e Dar Lahsoune.
Embora haja alguns cabás datados do século XVII, como o de Amerhidil, a maior parte dos que subsistem atualmente foram construídos depois da guerra tribal de 1893, quando grande parte dos casbás da região foram destruídos. Depois disso, na década de 1930, durante a campanha de "pacificação" das tropas do Protetorado Francês muitos casbás foram também destruídos. Devido a serem construídos de barro seco, os casbás degradam-se rapidamente quando desabitados e abandonados.